# Spillenburger Wehr

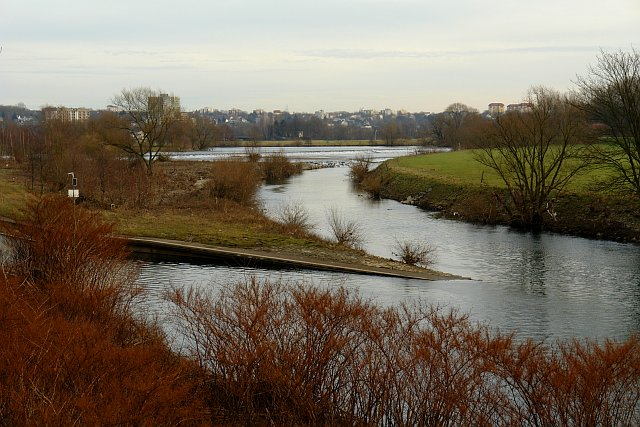
Das Spillenburger Wehr, im Hintergrund Essen-Steele

Das Spillenburger Wehr ist ein Stauwehr in der Ruhr zwischen den Essener Stadtteilen Überruhr-Hinsel und Bergerhausen, unmittelbar an Steele angrenzend.

## Schleuse
Die alte Schleuse aus der alten Zeit der Ruhrschifffahrt auf der linken, Hinseler Ruhrseite, ist durch Bergsenkungen funktionsunfähig geworden und nicht mehr in Gebrauch. Sie wurde verfüllt, gesichert und als Denkmal bewahrt. Die neue, 40 Meter lange und 6 Meter breite Schleuse wurde auf der rechten Flussseite in Bergerhausen mit einer Stauhöhe von 2,51 Meter mit Bootsgasse errichtet. Der ebenfalls errichtete Fischpass liegt benachbart zur alten Schleuse.

## Schleusenwärterhaus
Das Schleusenhaus Spillenburg wurde um 1780 zusammen mit 15 weiteren Ruhrschleusen errichtet, als Friedrich II. die Ruhrschifffahrt förderte. Der letzte Schleusenwärter Franz Arnold Platte lebte bis zu seinem Tode 1951 in diesem Haus. Ab November 1990 aufwändig von den Stadtwerken Essen renoviert, fand hier bis Anfang 2007 eine unternehmenshistorische Ausstellung mit den Themen Gas- und Wasserversorgung, Essener Hafen und Sozialgeschichte statt.
Bis Ende 2011 waren Haus und Schleuse Stationen in der Route der Industriekultur, Themenroute Geschichte und Gegenwart der Ruhr.

## Wasserkraftanlage

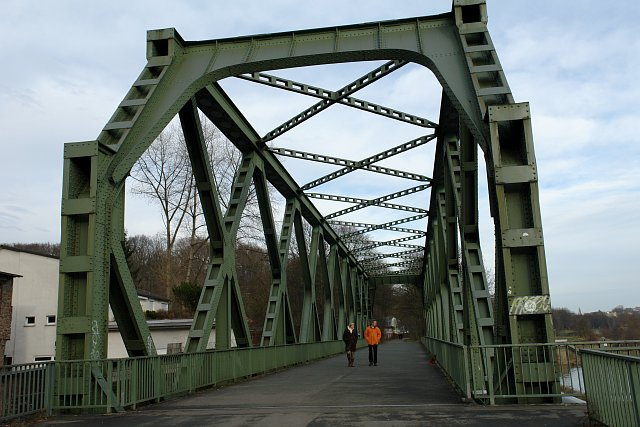
Untergrabenbrücke Blickrichtung Steele

Das Wasserkraftwerk Spillenburger Mühle befindet sich auf Bergerhauser Seite. Der Fabrikant Josef Rettenmaier aus Rosenberg (Württemberg) übernahm es von den Stadtwerken Essen, welche dort zuletzt ein Pumpwerk betrieben und nahm es wieder in Betrieb. Es speist, in einem älteren Bau, seit 1989 wieder jährlich sechs Millionen kWh in das örtliche Netz ein. Der Ober- und Untergraben werden durch je eine Brücke der Bahnstrecke Mülheim-Heißen–Altendorf (Ruhr) überspannt, welche seit den 1980er Jahren als Fuß- und Radweg ausgebaut ist.

## Hafen Spiek
Der Hafen Spiek befand sich in einem linksseitigen Totarm der Ruhr. Der Hafen bot 50 Schiffen Schutz vor Eisgang und Hochwasser. An ihm lag die Kohlenniederlage der Zeche Faulefott.